# یوگا نیدرا
یوگا نیدرا (سانسکریت: योग निद्रा yoga nidrā) یا خواب یوگا در کاربرد مدرن، حالتی از هوشیاری بین بیداری و خواب است که معمولاً توسط مدیتیشن هدایت شده ایجاد می‌شود.

## تانترا
یوگا نیدرا از تنتره اقتباس شده و روش نیرومندی است در آموزش «وا نهادگی» هوشیارانه، در حالت یوگا نیدرا خواب وجود ندارد، بلکه شخص در حالت استراحت کامل قرار می‌گیرد.

## نوعی خواب دینامیک
در حالت وا نهادگی کل اعمال فیزیکی، روانی و هیجانی «وانهاده» می‌شود و شخص با ظرافت و دقت در حالت آگاهی کامل باقی می‌ماند.

## اوپانیشادها
حالتی به نام یوگا نیدرا در اوپانیشادها و مهابهاراتا ذکر شده‌است، و این حالت به نام یوگانیدرا در Devīmāhātmya مطرح شده‌است. یوگا نیدرا با مدیتیشن در تانتراهای شیوا و بودایی مرتبط است.
در حالی که برخی از متون هاتا یوگا قرون وسطایی از "یوگانیدراً به جای حالت مراقبه عمیق سامادی استفاده می‌کنند. با این حال، این متون هیچ سابقه ای برای تکنیک مدرن مراقبه هدایت شده ارائه نمی‌دهند.
شکل مدرن این تکنیک، که توسط دنیس بویز در سال ۱۹۷۳ ارائه شد به‌طور گسترده توسط Satyananda ساراسواتی در سال ۱۹۷۶ شناخته شده و سپس توسط سوامی راما، ریچارد میلر و دیگران در سراسر جهان گسترش یافت. و توسط نیروی زمینی ایالات متحده آمریکا برای کمک به سربازان برای بهبودی از اختلال اضطراب پس از سانحه مورد استفاده قرار گرفت. شواهد علمی محدودی وجود دارد که نشان می‌دهد این تکنیک به کاهش استرس کمک می‌کند.

## استفاده تاریخی

### زمان‌های قدیم

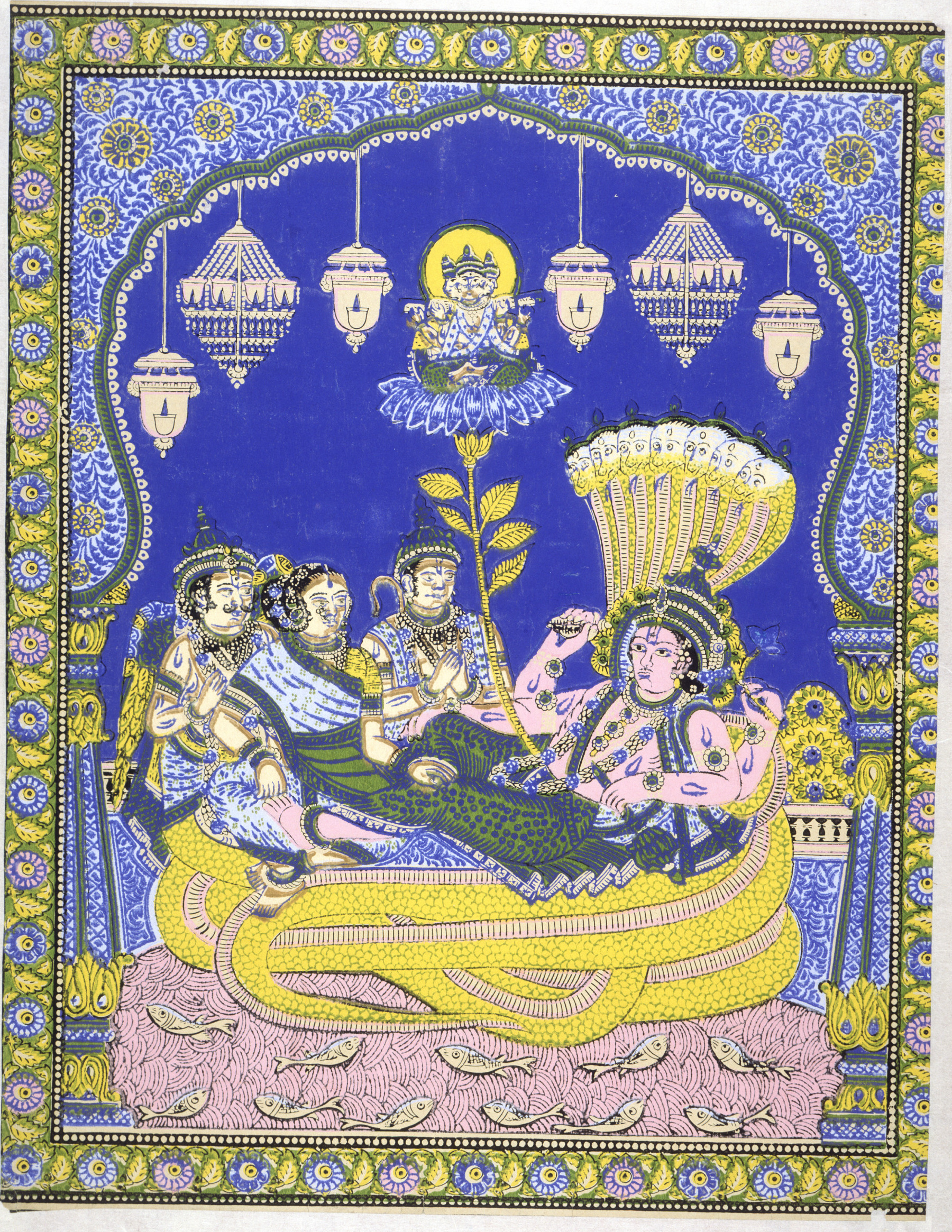
ویشنو خوابیده روی آبهای ابدی. قرن ۱۹

حماسه هندو مهابهاراتا، که در قرن سوم پس از میلاد تکمیل شد، از حالتی به نام «یوگانیدرا» نام می‌برد و آنرا به ویشنو مرتبط می‌کند: